# Карбоксилювання
Карбоксилювання (рос. карбоксилирование, англ. carboxylation) — введення карбоксильної групи в сполуки внаслідок впровадження СО2 у зв'язок С–H або С–Метал або ж заміни атома Н прямими чи непрямими шляхами.
У органічній хімії існує безліч різних прикладів карбоксилювання. Один загальний підхід полягає у взаємодії з нуклеофілами твердого діоксиду вуглецю (сухого льоду) або мурашиної кислоти. Наприклад, за реакцією Кольбе — Шмітта: